# 土佐山田駅
土佐山田駅（とさやまだえき）は、高知県香美市土佐山田町東本町一丁目にある、四国旅客鉄道（JR四国）土讃線の駅である。駅案内パネルのコメントは「龍河洞とアンパンマンの駅」。駅番号はD37。標高44 m。全特急列車が停車する。

## 歴史
- 1925年（大正14年）12月5日：開業[2]。
- 1935年（昭和10年）1月25日：大栃線（自動車線）開業。
- 1984年（昭和59年）2月1日：専用線発着車扱貨物および自動車線の荷物の取扱廃止[2]。
- 1986年（昭和61年）3月3日：荷物扱い廃止[2]。
- 1987年（昭和62年）4月1日：国鉄分割民営化により四国旅客鉄道の駅となる[2]。
- 1991年（平成3年）11月25日：駅舎内にベーカリー「ウィリーウィンキー」が開店[3]。
- 2011年（平成23年）2月28日：駅舎内に入居していたベーカリー「ウィリーウィンキー」が撤退。
- 2019年（平成31年）3月：跨線橋のリフレッシュ工事が完了。合わせて跨線橋壁面をアンパンマンのデザインとし、記念写真用の駅名標も設置。
- 2021年（令和3年）10月以降：みどりの券売機プラスの利用を開始し、みどりの窓口が営業を終了[4]。
- 2023年（令和5年）2月上旬：駅の接近放送用スピーカー及び接近放送を更新し、高知県内の駅で初めて接近放送での英語放送を導入。

## 駅構造
島式・単式複合型の、交換及び待避設備を備えた2面3線の地上駅である。かつては社員配置（駅長配置）駅だったが現在は契約社員が勤務している。駅舎は駅の南側にあり、駅舎側の単式ホームが1番線、跨線橋を渡った先の島式ホームが2,3番線となっている。
構内配線は、1番線が上下副本線、2番線が上下本線（一線スルー）、3番線が上下副本線となっている。なお、一線スルー化が完成した後のダイヤ改正で、定期列車の通過列車はなくなった。このため特急列車や阿波池田駅 - 高知駅間を結ぶ普通列車は駅舎側の1番のりばを優先して使用している。
3番線の北側には留置線があり、折り返し列車の時間調整で使用していたが2019年3月改正以降は留置線を使用する運用は設定されていない。以前は駅北側から延びる貨物列車用の引き込み線が存在したが、現在は一部にその痕跡を残すのみである。夜間滞泊は原則行わない。高知発22時の最終は当駅到着後高知行きの列車となる。コロナ禍前は高知発23時台に当駅止まりの設定があった。
駅舎内には駅コンビニ「ビッグキヨスク」が入居したが、現在はセブン-イレブン（Kiosk土佐山田店）に変更されている。かつては「ウィリーウィンキー」が入居していた。
現在はみどりの窓口の営業を終了した関係で窓口の営業時間が短縮されている。

### のりば
| のりば  | 路線    | 方向 | 行先                     |
| ------- | ------- | ---- | ------------------------ |
| 1・2・3 | ■土讃線 | 下り | 高知・須崎・中村方面     |
| 1・2・3 | ■土讃線 | 上り | 阿波池田・高松・岡山方面 |

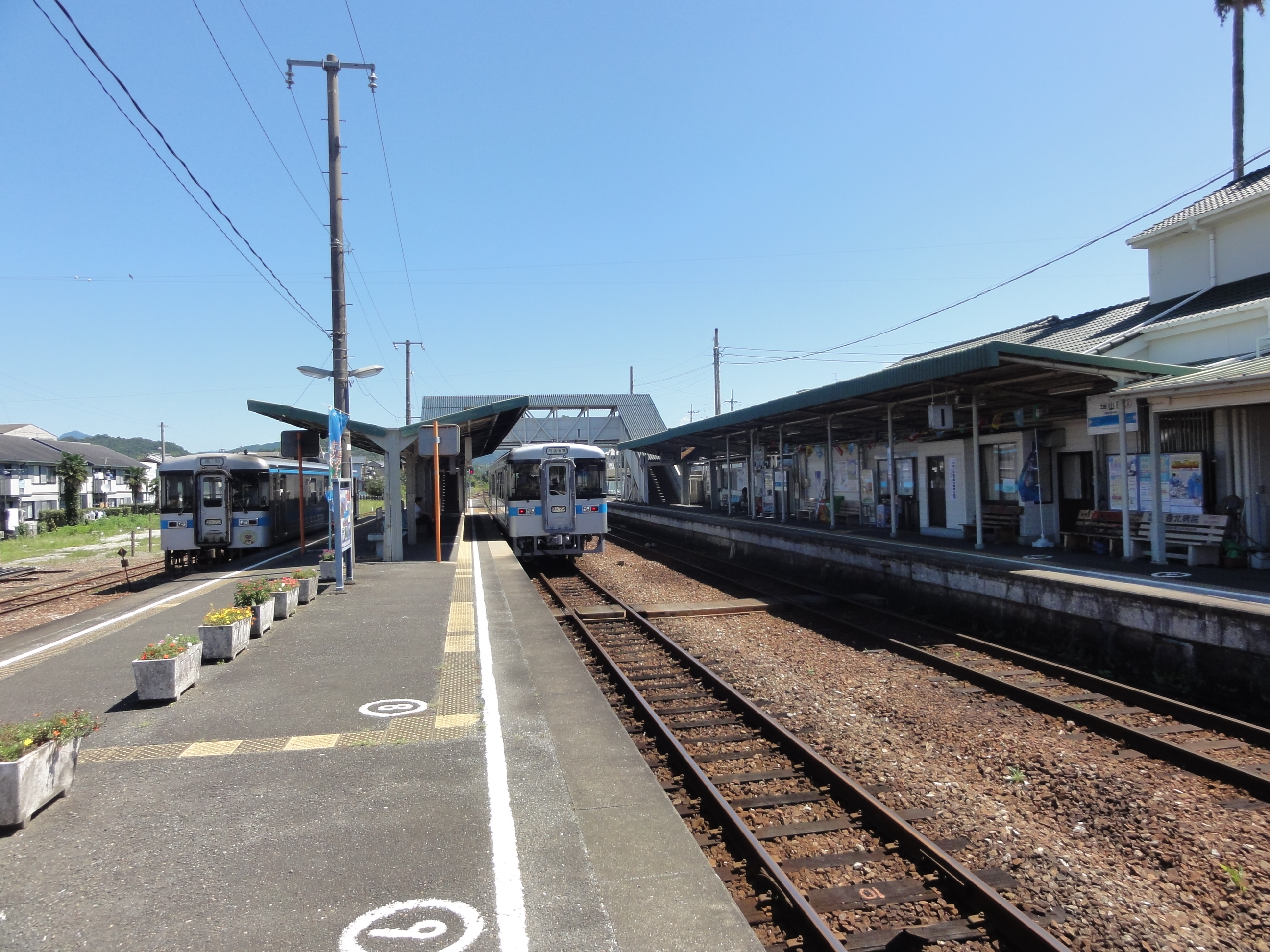
ホーム（2011年9月）

## 駅周辺
- 香美市役所
- 土佐山田地方合同庁舎
  - 高知地方法務局香美支局
  - 高知公共職業安定所香美出張所
- 土佐山田郵便局
- 四国銀行山田支店
- 高知信用金庫山田かみ支店

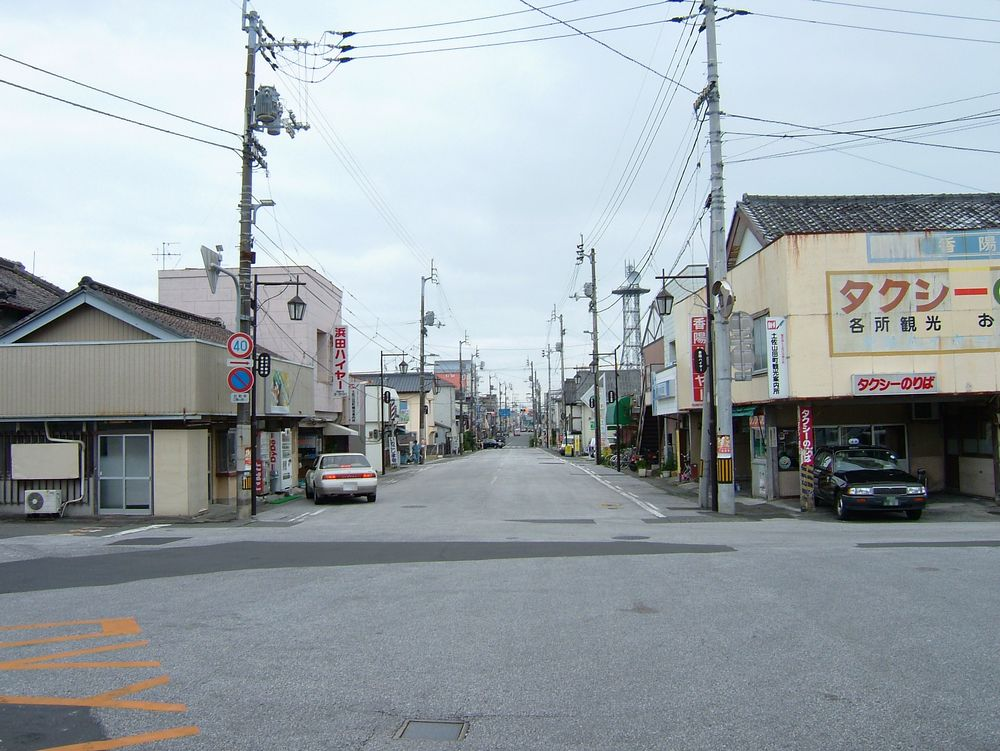
駅前風景（2006年8月）

- 香美市いんふぉめーしょん - 観光案内所（駅前）
- 香美市立山田小学校
- ビジネスホテル ダイワ（休業中） - 駅となり
- 八王子宮 - 桜の名所
- 泰山公園
- 土佐山田スタジアム
- 土佐山田ゴルフ倶楽部
- ヤンマーアグリ高知工場

## バス路線
- とさでん交通
  - り1：神母木・工科大学経由龍河洞
- ジェイアール四国バス

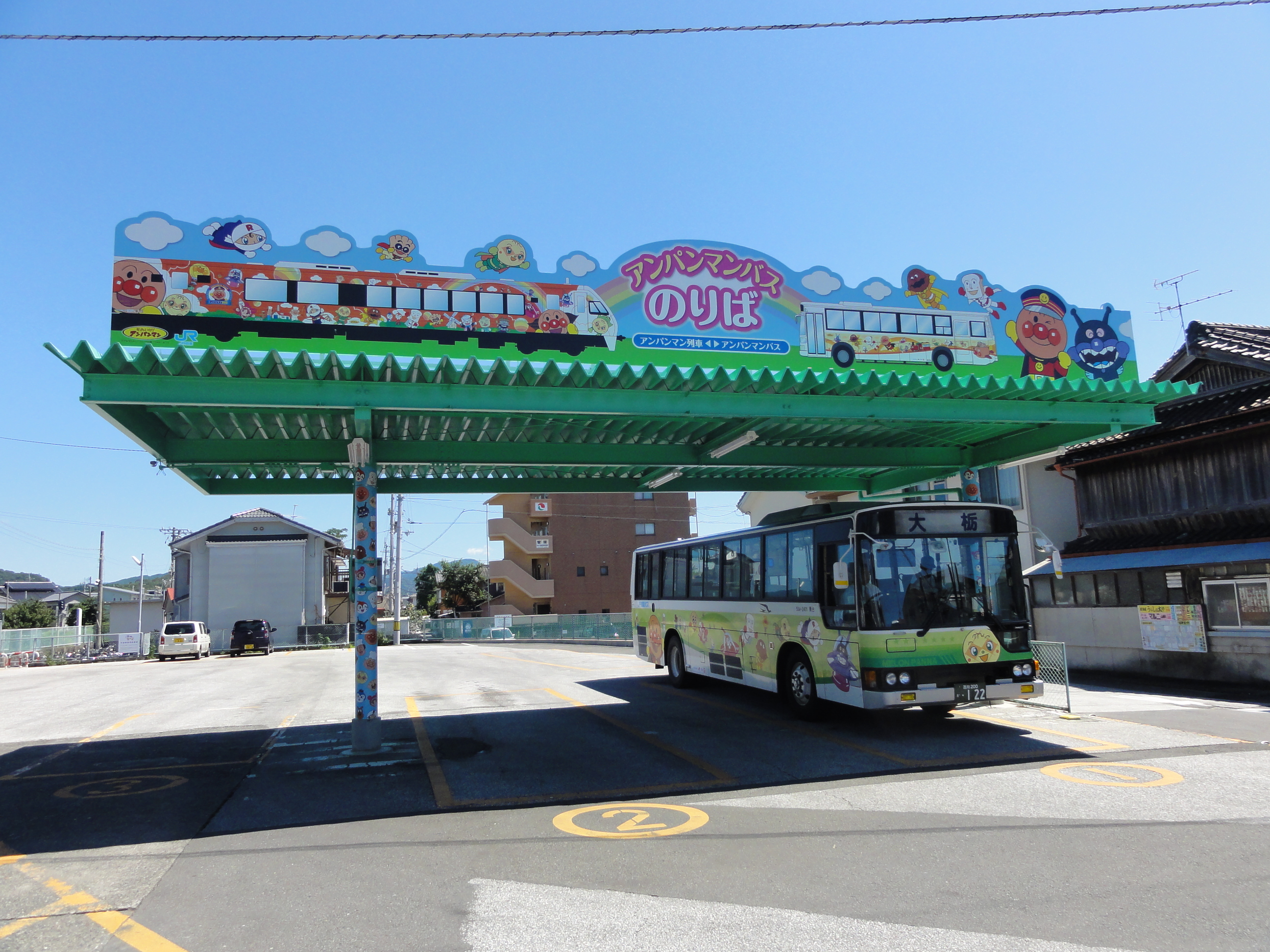
バス乗り場（2011年9月）

  - 大栃線：美良布（アンパンマンミュージアム）
- 香美市営バス
  - 西又線：久次・平山・繁藤駅（月・水・金曜日のみ、運行日が祝日の場合は運休）
  - 不寒冬線：久次・平山・繁藤駅（火・木曜日のみ、運行日が祝日の場合は運休）
  - 町田線：町田橋・神母ノ木（火・金曜日のみ、運行日が祝日の場合は運休）
  - 佐岡線：談義所・佐岡小学校前（月・火・水・木・金曜日運行、運行日が土日祝日の場合は運休）
  - あけぼの街道線：プラザ八王子・香美市立図書館（かみーる）（火・木・土曜日のみ、運行日が祝日の場合は運休）※2022年11月1日から実証運行中
  - やまださくら号（予約制・エリア型デマンドバス）：談義所・佐竹・大法寺・曽我部川（月～土曜日、運行日が日曜・祝日の場合は運休）

## 隣の駅
四国旅客鉄道（JR四国）
■土讃線
- 特急「南風」「しまんと」停車駅

■普通
繁藤駅 (D35) - 新改駅 (D36)（※） - 土佐山田駅 (D37) - 山田西町駅 (D38)（※） - 土佐長岡駅 (D39)（※） - 後免駅 (D40)
（※）一部の普通列車は、新改駅・山田西町駅・土佐長岡駅には停車しない。